# Høgni Lisberg
Høgni Lisberg (HOGNI) (født 7. juni 1982 i Tórshavn, opvokset i Leirvík) er en færøsk musiker (singer/songwriter). I dag bor han i København.
Hans forældre er Sørin Lisberg fra Vágur og Hallbjørg Eliassen fra Leirvík. Hans bedstefar Knút Lisberg var en fætter af Jens Olivur Lisberg (1896-1920), skaberen af Færøernes flag, fra Fámjin, hvor Høgnis oldefader (og Jens Olivurs onkel) Johan í Smiðjuni levede.
En times kørsel fra hovedstaden Tórshavn i en lille bygd med 900 indbyggere, der er Høgni Lisberg født og opvokset, og som så mange andre unge på Færøerne kastede han sig over musikken. Flere af vennerne fandt sammen i det efterhånden legendariske band Clickhaze, der blev dannet i 1998 og spillede en stemningsfyldt blanding af trip hop og avantgarde-rock. Clickhaze eksisterede i 5 år, og selvom gruppen kun fik udsendt en enkelt ep, er den alligevel et af Færøernes vigtigste bands, som gav færingerne en tro på, at man godt kan gøre sig gældende som musiker udenfor Færøerne. Den kendte Eivør Pálsdóttir startede som sangerinde ved Clickhaze, og samtidig gjorte også Høgni en solokarriere.
Da Høgni Lisberg solodebuterede med Most Beautiful Things et par år efter opløsningen af Clickhaze var trommestikkerne skiftet ud med guitaren og Høgni sprunget i karakter som en ærlig og ægte sangskriver med udpræget sans for det melodiske. Høgni spillede selv de fleste instrumenter på albummet.
Høgnis andet album, Morning Dew, udkom i 2005 på Færøerne og blev en øjeblikkelig succes. Omtrent en måned efter udgivelsen, vandt den allerede Planet Award-prisen for bedste album. To numre af Morning Dew dominerede også de færøske airplaylister på Útvarp Føroya: ”Learn to Ride on Waves” og ”Just Dig” var begge nummer 1 i flere uger. 
Høgnis live optrædener er også store successer. Hvad enten han spiller solo med akustisk guitar eller med band, formår han at levere varen med intimitet, intensitet og en tilstedeværelse af dimensioner. Bortset fra at spille på alle de store festivaler og events på Færøerne, inklusive G! Festivalen, var han også et af de helt store oplevelser på den islandske Iceland Airwaves. I Danmark har han åbnet for Badly Drawn Boy og Paolo Nutini.

## Diskografi

### Solo albums
- 2003 – Most Beautiful Things
- 2005 – Morning Dew
- 2008 "HOGNI – hare! hare!"
- 2012 "Con Man"
- 2014 Call for a Revolution

### Med Clickhaze
- "EP" (2002)

## Hæder
- 2015 - Vandt Faroese Music Awards med Årets album i kategorien Pop/Rock
- 2014 - Nomineret til Faroese Music Awards 2014 som Årets sanger i Rock/Metal, Jazz, Blues og Folk kategorien